# (9987) Peano
(9987) Peano (1997 OO1) – planetoida z pasa głównego asteroid okrążająca Słońce w ciągu 3,38 lat w średniej odległości 2,25 j.a. Odkryta 29 lipca 1997 roku.